# ダラス・フォートワース映画批評家協会
ダラス・フォートワース映画批評家協会（Dallas-Fort Worth Film Critics Association, 略称: DFWFCA）は、テキサス州ダラス・フォートワース複合都市圏の映画批評家協会である。

## ダラス・フォートワース映画批評家協会賞
毎年12月にはダラス・フォートワース映画批評家協会賞を選出している。

### 部門
- 主演男優賞
- 主演女優賞
- 撮影賞
- 監督賞
- ドキュメンタリー映画賞
- 作品賞
  - トップ10作品賞
- 外国語映画賞
- 脚本賞 (2005-)
- 助演男優賞
- 助演女優賞
- ラッセル・スミス賞

### 授賞式
| - 1993年 - 第1回 - 1995年 - 第2回 - 1997年 - 第3回 - 1998年 - 第4回 - 1999年 - 第5回 - 2000年 - 第6回 - 2001年 - 第7回 - 2002年 - 第8回 - 2003年 - 第9回 - 2004年 - 第10回 | - 2005年 - 第11回 - 2006年 - 第12回 - 2007年 - 第13回 - 2008年 - 第14回 - 2009年 - 第15回 - 2010年 - 第16回 - 2011年 - 第17回 - 2012年 - 第18回 - 2013年 - 第19回 - 2014年 - 第20回 | - 2015年 - 第21回 - 2016年 - 第22回 - 2017年 - 第23回 - 2018年 - 第24回 - 2019年 - 第25回 - 2020年 - 第26回 - 2021年 - 第27回 - 2022年 - 第28回 - 2023年 - 第29回 - 2024年 - 第30回 |

### 受賞数統計
4部門受賞
- 『マイレージ、マイライフ』 (2009): 作品賞、監督賞、脚本賞、主演男優賞
- 『ブロークバック・マウンテン』 (2005): 作品賞、監督賞、脚色賞、撮影賞
- 『サイドウェイ』 (2004): 主演男優賞、助演男優賞、助演女優賞、脚色賞、
- 『リービング・ラスベガス』 (1995): 作品賞、主演男優賞、主演女優賞、監督賞、

3部門受賞
- 『ソーシャル・ネットワーク』 (2010): 作品賞、監督賞、脚本賞
- 『ノーカントリー』 (2007): 作品賞、助演男優賞、監督賞
- 『ロード・オブ・ザ・リング/王の帰還』 (2003): 作品賞、監督賞、撮影賞
- 『ビューティフル・マインド』 (2001): 作品賞、主演男優賞、監督賞
- 『アメリカン・ビューティー』 (1999): 作品賞、主演男優賞、監督賞
- 『シンドラーのリスト』 (1993): 作品賞、助演男優賞、監督賞

2部門受賞
- 『127時間』 (2010): 撮影賞、主演男優賞
- 『ザ・ファイター』 (2010): 助演男優賞、助演女優賞
- 『ダークナイト』 (2008): 撮影賞、助演男優賞
- 『スラムドッグ$ミリオネア』 (2008): 作品賞、監督賞
- 『カポーティ』 (2005): 主演男優賞、助演女優賞
- 『ミリオンダラー・ベイビー』 (2004): 作品賞、主演女優賞
- 『アバウト・シュミット』 (2002): 主演男優賞、助演女優賞
- 『エデンより彼方に』 (2002): 主演女優賞、撮影賞
- 『イン・ザ・ベッドルーム』 (2001): 主演女優賞、助演女優賞
- 『グリーン・デスティニー』 (2000): 外国語映画賞、撮影賞
- 『ユー・キャン・カウント・オン・ミー』 (2000): 主演女優賞、ラッセル・スミス賞
- 『トラフィック』 (2000): 作品賞、監督賞
- 『鳩の翼』 (1997): 主演女優賞、助演女優賞